# Theridion zonarium
Theridion zonarium är en spindelart som beskrevs av Eugen von Keyserling 1884. Theridion zonarium ingår i släktet Theridion och familjen klotspindlar.
Artens utbredningsområde är Peru. Inga underarter finns listade i Catalogue of Life.